# Anita Ward
Anita Ward, född 20 december 1956 i Memphis, Tennessee, är en amerikansk sångare som hade sina största framgångar på 1970-talet. År 1979 gjorde hon låten Ring My Bell som blev hennes mest kända låt.